# جبل لوليكوتشا
جبل لوليكوتشا (بالإنجليزية: Luliqucha)‏ هو جبل في جبال الأنديز في بيرو.
ارتفاعه 5200 متر ويطل على بحيرة صغيرة تحمل نفس الاسم.
ويمتد الجبل على طول الحدود بين منطقة ليما ومنطقة باسكو غرب بحيرة بوماكوتشا.